# CamrinWatsin
CamrinWatsin (* 2003 in Kildare) ist ein irischer House-DJ und Musikproduzent aus Dublin.

## Leben
CamrinWatsin wurde in Kildare geboren. Später zog er nach Dublin. Seit 2022 machte er sich als House-DJ und Musikproduzent einen Namen.
Der internationale Durchbruch gelang ihm zusammen mit dem britischen Duo Bl3ss und Sängerin Bbyclose. Der gemeinsame Song Kisses wurde ein internationaler Hit. Das Duo und er lernten sich 2023 auf einer House-Party kennen. Ein halbes Jahr nach der Kollaboration erschien mit Craving 4 U eine weitere Single der Beteiligten.

## Diskografie

### Singles
- 2022: Things You Say
- 2022: What I’m Feeling
- 2022: Right Now
- 2023: Real Love
- 2023: Get Together
- 2023: Just Be Good to Me (mit Alisia)
- 2023: Air That I Breath (feat. Marvel Riot & x.o.anne.)
- 2023: Life Gets Hard
- 2024: Kisses (Bl3ss & CamrinWatsin feat. Bbyclose)
- 2024: Crazy (feat. Eljé)
- 2024: Blew My Life Up
- 2024: Craving 4 U (Bl3ss & CamrinWatsin feat. Bbyclose)
- 2024: Touching Heaven (mit Jazzy)

### Remixes
- 2023: Bl3ss – Losing My Head
- 2024: Becky Hill – Multiply